# پینوکیو (فیلم ۲۰۱۲)
«پینوکیو» (انگلیسی: Pinocchio) یک فیلم سینمایی پویانمایی در ژانر فانتزی که در سال ۲۰۱۲ میلادی منتشر شد.